# サカサナマズ
サカサナマズ (逆さ鯰、学名:Synodontis nigriventris) は、ナマズ目サカサナマズ科に属する魚。体長5 cm内外の小型魚で大きくても8 cm程度。

## 分布
中央アフリカのコンゴ川流域に生息する。

## 概要
高い姿勢維持能力を持ち、腹部を上にして泳ぐ珍しい習性を持つ。この行動は重力や光の照射方向に依らない。ただし、常に腹部を上に向けているわけではない。一方、東南アジア原産のビルマサカサナマズは常時腹部を上に向けて遊泳している。体色は腹部は濃茶褐色から黒、背部は腹部よりは薄いが茶褐色。学名も腹面が黒いことを意味する。一般的に魚類の体色は背面が黒っぽく、腹面が白っぽい。これは、水中での陰の付き方の反対になったもので、その体の輪郭や立体感を見失わせる効果を持つ。本種では、逆さまに泳ぐことに対応して、体色も普通の魚の逆になっているのである。実際にはその上に斑のような模様がある。縞模様が明瞭なものはゼブラ・サカサナマズと呼ばれる。
昼間は流木や岩石、水草の葉の裏側などにやはり腹を向けて隠れていることが多く、夜間に活発に活動する。古くから飼育されてきた。古代エジプトの人々の間でも知られており、本種のものと見られる壁画も発見されている。